# Траут Вали (Илиноис)
Траут Вали (енгл. Trout Valley) град је у америчкој савезној држави Илиноис.

## Демографија
По попису из 2010. године број становника је 537, што је 62 (-10,4%) становника мање него 2000. године.
| Група             | 2000.       | 2010.       |
| Белци             | 559 (93,3%) | 513 (95,5%) |
| Афроамериканци    | 4 (0,7%)    | 4 (0,7%)    |
| Азијати           | 6 (1,0%)    | 5 (0,9%)    |
| Хиспаноамериканци | 25 (4,2%)   | 15 (2,8%)   |
| Укупно            | 599         | 537         |